# Castries (Saint Lucia)

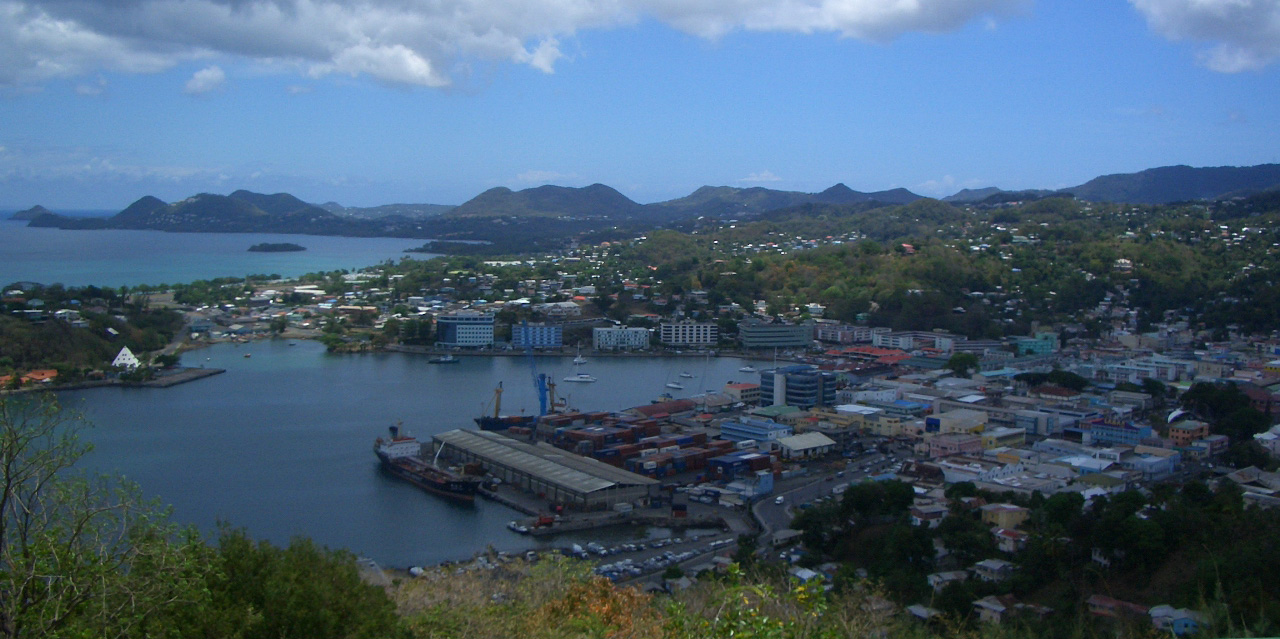
Panoràmica de la ciutat

Castries és la capital de l'estat insular de Saint Lucia. Es troba a l'est del mar Carib, a uns 65 quilòmetres al sud de Fort-de-France (Martinica). L'any 2010 comptava amb una població de 4173 habitants dins la ciutat i de 22.111 a l'àrea urbana.
La ciutat té 80 km².
Castries es troba en una plana inundable i està construïda en terrenys recuperats. Alberga la seu del govern i les oficines centrals de moltes empreses estrangeres i locals. La ciutat està distribuïda en un patró de quadrícula. El seu port protegit rep vaixells de càrrega, ferris i creuers. Allotja instal·lacions comercials lliures d'impostos com Point Seraphine i La Place Carenage.
Castries és el lloc de naixement d’Arthur Lewis, guanyador del Premi Nobel d'Economia de 1979, així com de Derek Walcott, guanyador del Premi Nobel de Literatura de 1992.

## Història
El 1650, el fort va ser fundat amb el nom de Carenage, però l'any 1785 se li va canviar el nom en honor a Charles Eugène Gabriel de la Croix, marquès de la vila occitana de Càstias (en francès Castries) per un grup de 40 francesos liderats per de Rousselan, quan Saint Lucia va ser comprada pel capità du Parquet i el senyor Houel de la Companyia Francesa de les Índies Occidentals. La capital va ser traslladada al costat sud del port el 1769 pel governador Baró de Micoud.
El 1835, els britànics van construir el moll occidental el 1642 per facilitar el comerç de carbó i el 1841 va arribar el primer vaixell de vapor, el RMS'‘Solway.
Durant la Segona Guerra Mundial el 9 de març de 1942, l’U-161 alemany va navegar al port de Castries de nit i va enfonsar dos vaixells aliats, inclòs el transatlàntic canadenc RMS Lady Nelson, que posteriorment va ser reflotat al port i portat al Canadà per ser convertit en un vaixell hospital.
L'any 1948 va patir un gran incendi que va cremar 40 blocs de cases i negocis, deixant 809 famílies sense llar.
Castries ha estat reconstruïda moltes vegades, després dels grans incendis el 15 d'octubre de 1805, el 6 d'abril de 1813 i, sobretot, el 19 de juny de 1948.

## Geografia
El seu port natural, al nord-oest de l'illa, és un dels millors de les Antilles. Va formar-se a partir d'un cràter volcànic que es va inundar. Des d'allà s'exporten plàtans, canya de sucre, rom, melassa, cacau, coco, copra, llima, olis essencials i diverses fruites i verdures tropicals. L'any 1942 uns submarins alemanys hi van enfonsar dos vaixells.
També hi ha una fortalesa sobre el Mont Fortune, un jardí botànic i la platja de Vigie.

## Turisme

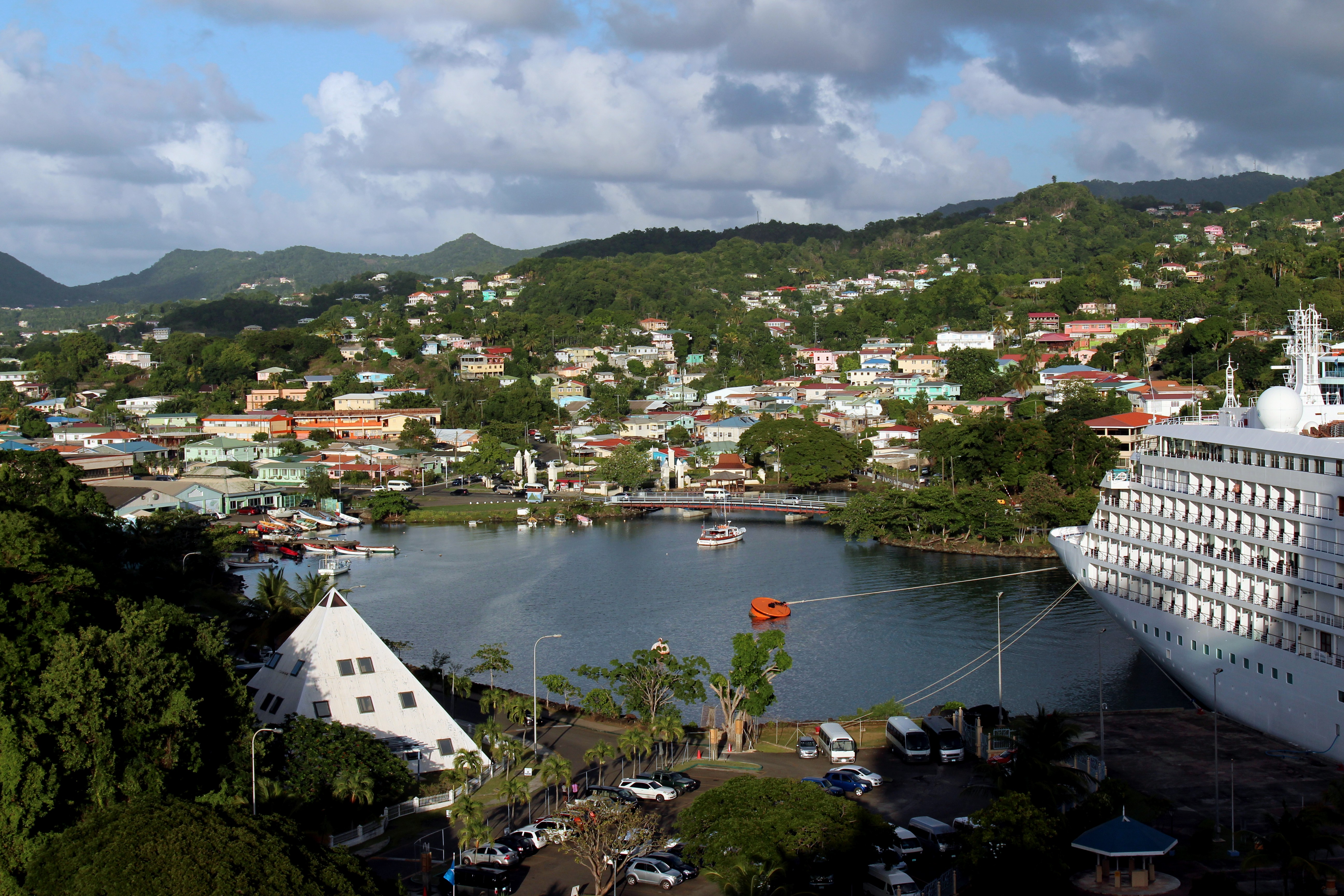
Castries Harbour, un port d'atracament per a creuers.

Una de les principals zones turístiques de Santa Llúcia, Castries és un port d'escala per als creuers. Atraquen a Pointe Seraphine, al nord del port. Els llocs de referència inclouen la catedral de la Immaculada Concepció, la plaça Derek Walcott (rebatejada com a Columbus Square en honor al poeta guanyador del Premi Nobel de l'illa, Derek Walcott), la biblioteca municipal, la casa de govern, el mercat de Castries i Fort Charlotte, a la part superior de Morne Fortune (uns 28 m). Les platges inclouen Vigie Beach, Malabar Beach, Choc Beach i La Toc Beach.

## Transport

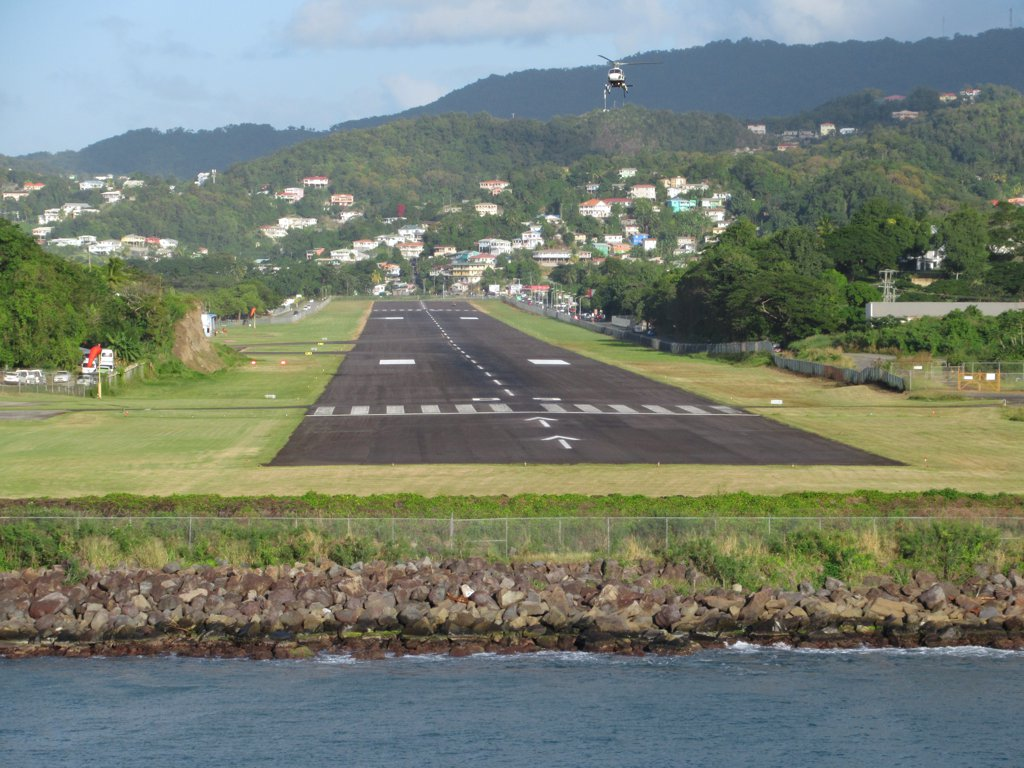
L'aeroport George F.L. Charles, en una vista des del mar.

Castries és servit per l'aeroport George FL Charles. Els passatgers dels vols més llargs arriben a l'aeroport internacional d'Hewanorra, prop de Vieux-Fort. El trajecte entre Hewanorra i Castries, de 64 km, pot trigar una hora i mitja. El servei d'helicòpters entre els aeroports redueix el temps de viatge.
Els ferris circulen entre Castries i Fort-de-France, Martinica. Els iots poden atracar a Castries, tot i que primer han de passar la duana. Quan la zona de duanes estigui plena, els iots han de fondejar al moll de quarantena per esperar; els que no ho fan són multats. Després, els iots poden fondejar davant de Castries Town o Vigie Creek.
Les rutes d'autobús estàndard van des de Castries fins a tots els districtes perifèrics de l'illa. Els autobusos són privats (no subvencionats pel govern) que porten matrícules verdes amb números que comencen amb una M — per exemple, M456.

## Economia
El govern i la seu, així com les oficines importants del comerç local i internacional. Té un pla hipodàmic i un port segur que rep vaixells de mercaderies però també ferris i creuers.
La principal oficina de correus de Sainte-Lucie està situat a Castries. La no utilització de les adreces postals estàndard per carrers, fa que la major part de la missatgeria destinada a l'illa s'envia a les bústies de les oficines de correus.
Juntament amb altres estats de la cadena d'illes, Santa Llúcia forma part de l'Organització d'Estats del Carib Oriental, el Banc Central del Carib Oriental del qual és responsable d'una unió monetària que gestiona el dòlar del Carib Oriental (1 dòlar nord-americà = 2,7 dòlars del Carib Oriental).

## Cultura
L'any 1973 es va fundar el Folk Research Center (FRC), que es dedica a la documentació i recerca de la cultura quotidiana, entre altres coses a la rica tradició d'històries orals dels koudmen, els illencs (ancians) de parla criolla afrocaribenya. Disposa d'una fonoteca corresponent i de la biblioteca més important del país. Ofereix cursos d'idiomes sobre el kwéyòl local i, des de l'any 1984, celebra el Jounen Kwéyòl, Dia del Crioll, una de les festes populars més importants de Saint Lucia, cada any a finals d'octubre i finals d'octubre. Des de l'any 1999, el Centre d'Investigació Popular es troba al Mont Pleasant, sobre el nucli antic de Castries. El 2017 va rebre el seu nom en honor al seu líder Patrick A. B. Anthony (* 1947)

## Institucions polítiques
A més de ser la capital de Santa Llúcia, Castries acull el secretariat de l'Organització dels Estats del Carib Oriental. Castries també acull la seu del Tribunal Suprem del Carib oriental.
Diverses ambaixades i consolats internacionals mantenen la seva seu a Castries. Inclou l'Organització dels Estats Americans, l'Alta Comissió Britànica, l'Ambaixada de Mèxic, l'ambaixada de la República de la Xina (Taiwan) (a Rodney Bay), el Consolat de la República Dominicana, l'Ambaixada de França, el Viceconsolat italià, el Consolat de Jamaica, el Consolat dels Països Baixos, el Consolat de Noruega, Ambaixada del Brasil i Ambaixada de Veneçuela.

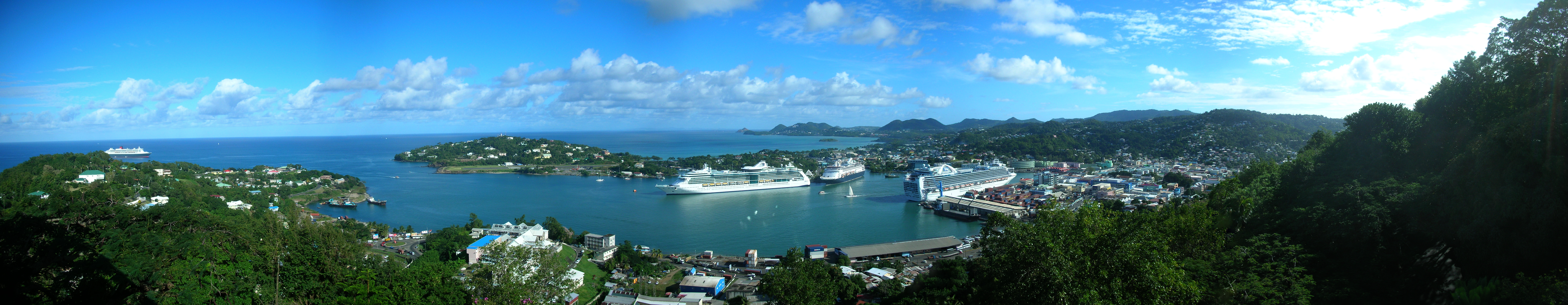
Panorama del Port de Castries des de Morne Fortune

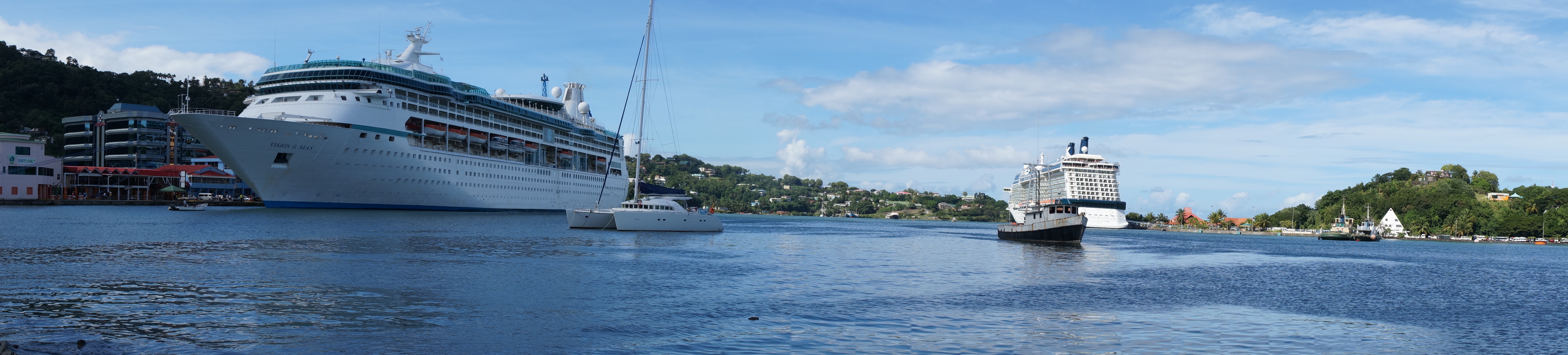
Panorama del Port de Castries

## Fills il·lustres
- Derek Walcott (1930 - 2017) poeta i dramaturg, Premi Nobel de Literatura de l'any 1992.[8]
- William Arthur Lewis (1915 - 1991) economista, Premi Nobel d'Economia de l'any 1979.[7]